# Maria Josepha von Österreich (1699–1757)

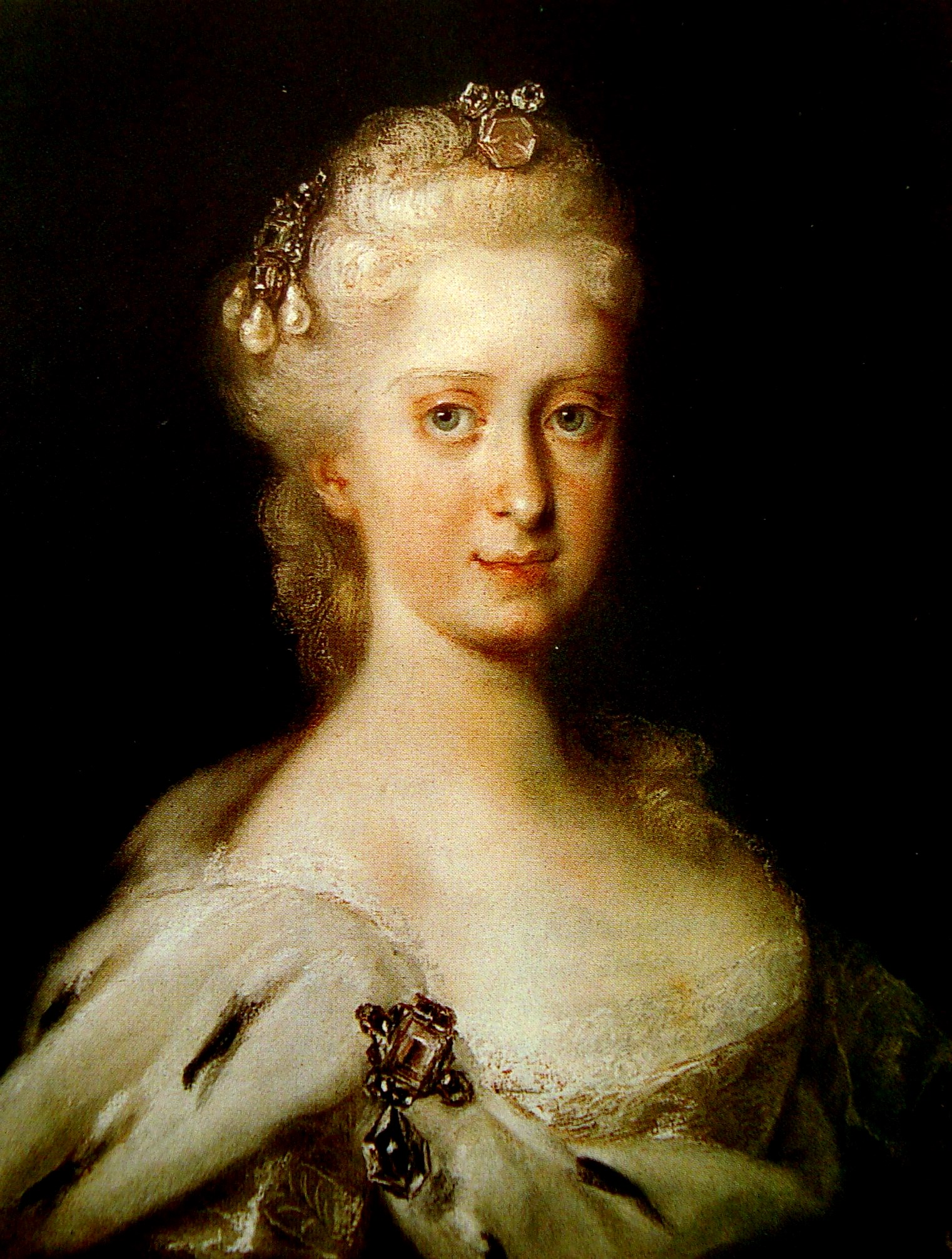
Erzherzogin Maria Josepha von Österreich, spätere Kurfürstin von Sachsen

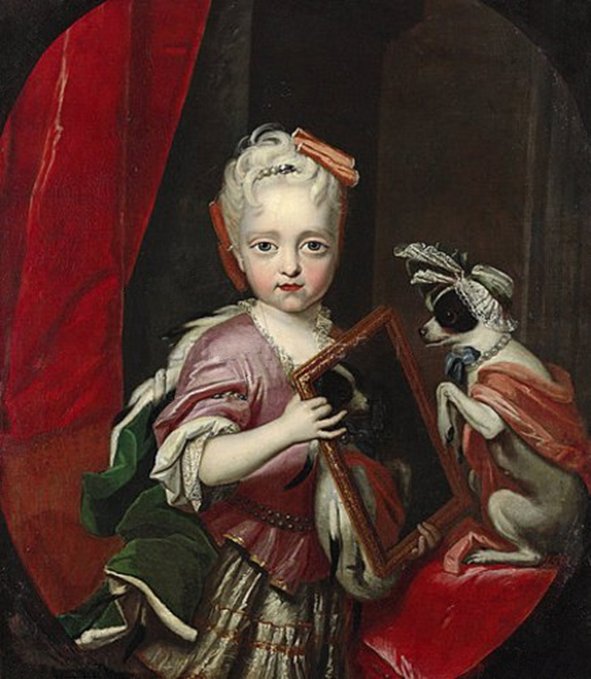
Erzherzogin Maria Josepha von Österreich als Kind

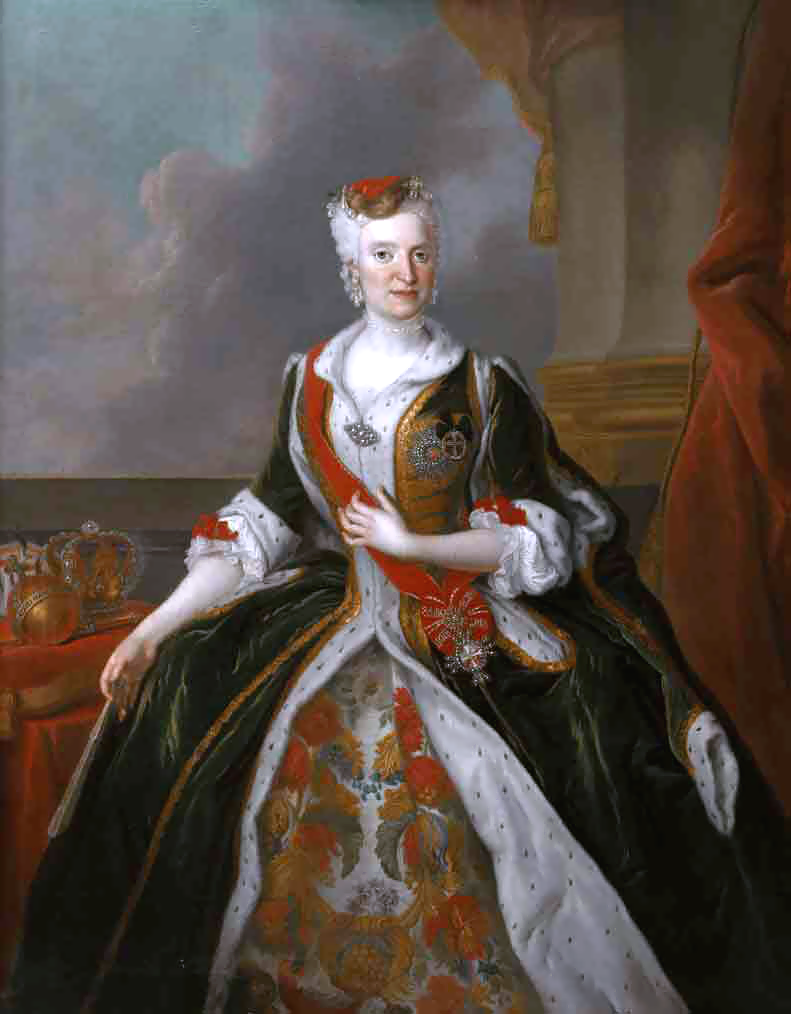
Erzherzogin Maria Josepha von Österreich, spätere Kurfürstin von Sachsen

Maria Josepha Benedikta Antonia Theresia Xaveria Philippine von Österreich (* 8. Dezember 1699 in Wien; † 17. November 1757 in Dresden) war Erzherzogin von Österreich aus dem Hause Habsburg. Durch ihre Heirat mit Friedrich August II. bzw. August III. war sie seit 1733 Kurfürstin von Sachsen sowie Königin von Polen.

## Abstammung und frühes Leben
Maria Josepha war das älteste Kind Kaiser Josephs I. und dessen Gemahlin Wilhelmine Amalie von Braunschweig-Lüneburg. Sie hatte zwei jüngere Geschwister: Während Leopold Joseph 1701 noch im Kleinkindalter verstarb, wurde Maria Amalia Gattin des bayerischen Kurfürsten und späteren Kaisers Karl VII.
Die Erzherzogin wurde standesgemäß herangebildet und von ihrer Großmutter väterlicherseits, Eleonore Magdalene Therese von der Pfalz, streng katholisch erzogen. Zusammen mit ihrer Schwester unternahm sie auch Wallfahrten. Entsprechend dieser Erziehung trat sie später nachdrücklich für die Belange der katholischen Kirche ein. Sie lernte außerdem die lateinische und französische Sprache, später kam noch die polnische hinzu.

## Heirat
August der Starke, der in Personalunion sächsischer Kurfürst und polnischer König war, suchte Maria Josepha, als sie noch ein kleines Mädchen war, als künftige Ehefrau für seinen Sohn Friedrich August zu gewinnen. Sein Motiv für dieses Heiratsprojekt war neben der Aussicht, dadurch Sachsen gegen das immer stärker werdende Preußen besser behaupten zu können, auch die Hoffnung, im Fall eines Aussterbens der männlichen Linie des Hauses Habsburg seinem Sohn gute Chancen zur Erlangung der Kaiserwürde zu verschaffen. Im habsburgischen Hausgesetz vom 12. September 1703 war nämlich vorgesehen, dass zwar eventuelle Söhne von Maria Josephas Onkel Karl (VI.) in der Thronfolge Vorrang vor Töchtern ihres Vaters Joseph (I.) haben sollten, dafür aber Josephs Töchter Vorrang vor jenen Karls. Die letztgenannte Vorrangstellung hob Karl VI. aber, nachdem er 1711 Kaiser geworden war, durch die Pragmatische Sanktion vom 19. April 1713 wieder auf, wodurch seiner Tochter Maria Theresia der Weg zur Thronfolge geebnet wurde.
Entscheidend für die Einwilligung in die Verheiratung Maria Josephas mit dem sächsischen Kurprinzen Friedrich August war neben den guten Beziehungen zwischen Joseph I. und August dem Starken das Faktum, dass der Kurprinz nach dem Vorbild seines Vaters im November 1712 in Bologna zum katholischen Glauben konvertiert war. Diesen zunächst geheim gehaltenen Konfessionswechsel machte Friedrich August erst am 10. Oktober 1717 in Wien publik. Nach der Verlautbarung seiner Verlobung mit Maria Josepha am 26. Februar 1718 und der Anerkennung der Pragmatischen Sanktion durch die Erzherzogin, womit sie allen Ansprüchen auf die Erbfolge in den österreichischen Staaten entsagte, wurde die Hochzeit des Paares am 20. August 1719 in Wien gefeiert. Fast den gesamten folgenden September hindurch gingen die anschließenden glänzenden Hochzeitsfeierlichkeiten, zu denen u. a. Festmähler und Opernveranstaltungen gehörten, in Dresden über die Bühne. Das Paar wohnte im Taschenbergpalais neben dem Schloss. Dieses Palais war ursprünglich der Wohnort der Gräfin von Cosel, der ehemaligen offiziellen Mätresse Augusts des Starken, für das Thronfolgerpaar ließ er jedoch umfangreiche Umbauarbeiten in Auftrag geben.

## Kurfürstin von Sachsen und Königin von Polen

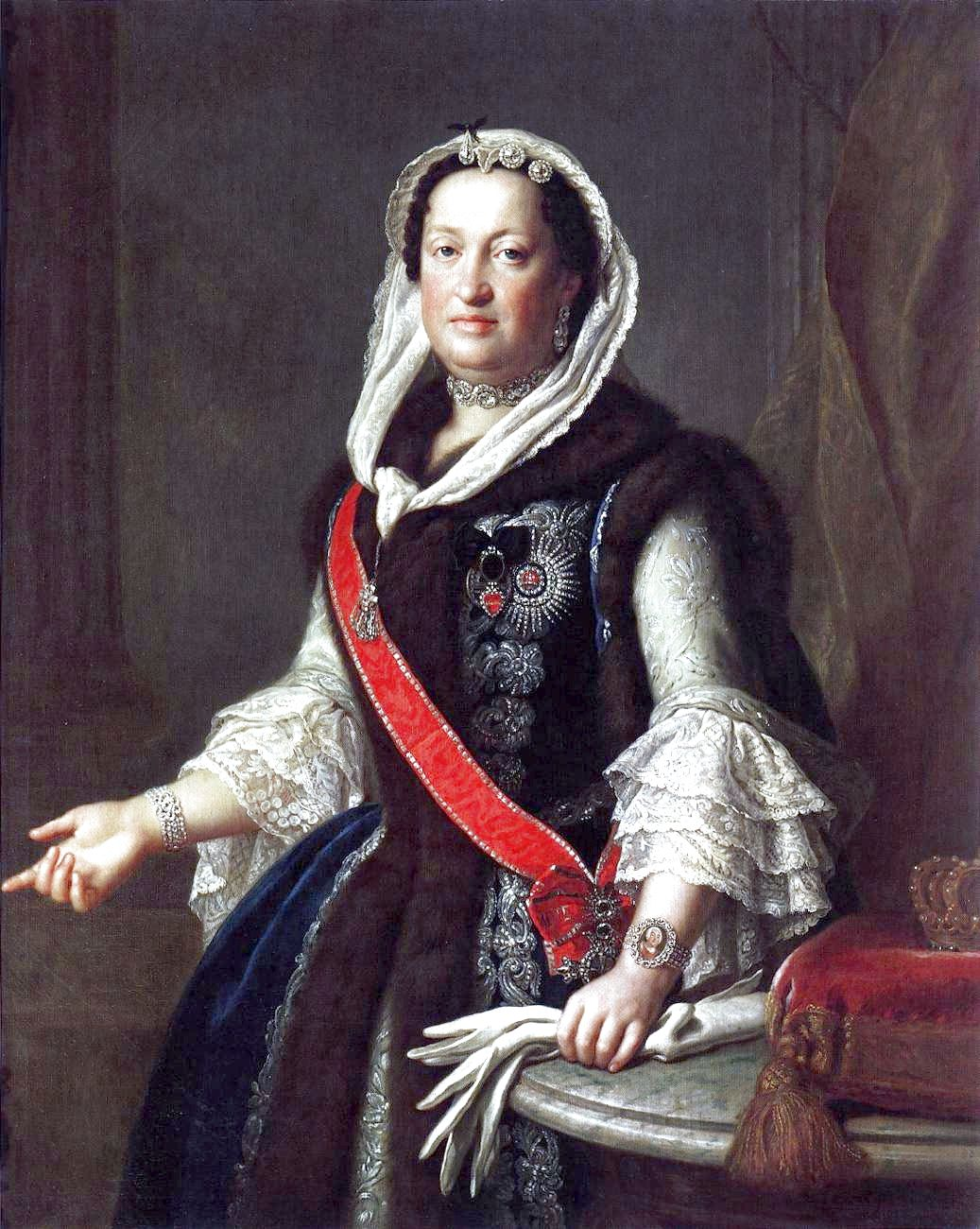
Maria Josepha als Königin von Polen

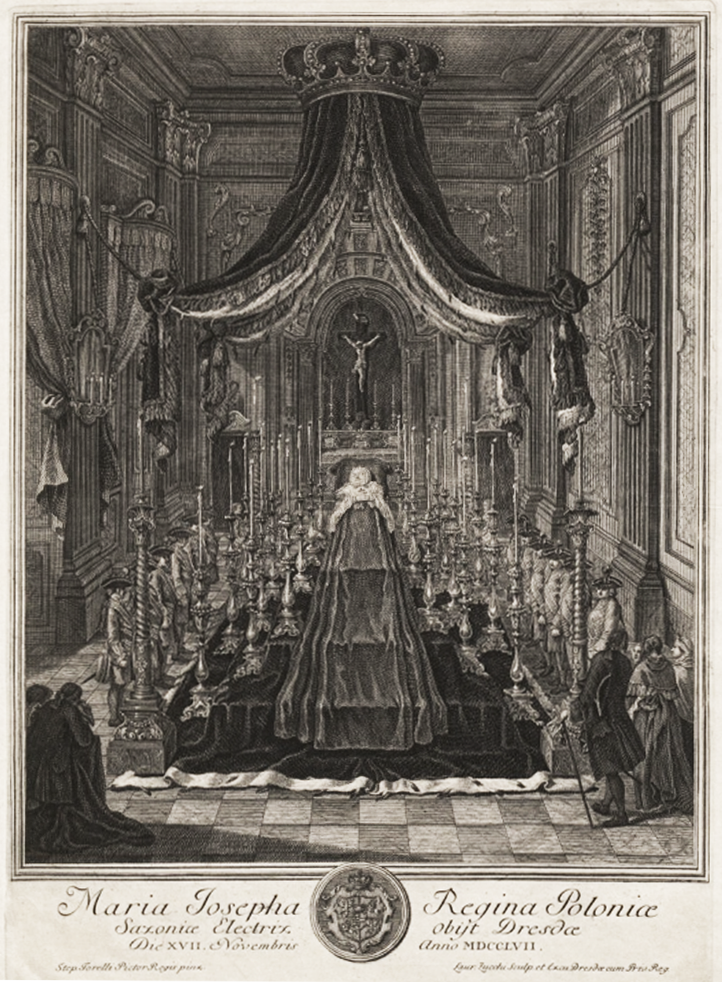
Maria Josephas Katafalk in der katholischen Hofkirche zu Dresden

Nach dem Tod Augusts des Starken (1. Februar 1733) wurde sein Sohn als Friedrich August II. neuer Kurfürst von Sachsen. Damit führte Friedrich Augusts Gemahlin Maria Josepha nun den Titel einer Kurfürstin von Sachsen. Mit Unterstützung Österreichs und Russlands konnte sich der Kurfürst dann auch gegen Stanisław Leszczyński im Kampf um den polnischen Thron durchsetzen. Als August III. wurde er am 17. Januar 1734 in Krakau zum König von Polen gekrönt und Maria Josepha dementsprechend zur polnischen Königin. Anna von Russland nahm sie 1737, als erste Katholikin, in den Katharinenorden auf.
Das Eheleben Maria Josephas verlief vorbildlich, zumal ihr Gatte – anders als August der Starke – keine Beziehungen zu anderen Frauen unterhielt. Viel Aufmerksamkeit schenkte sie der Erziehung ihres zahlreichen Nachwuchses, welche Aufgabe sie im Gegensatz zum damals üblichen Brauch persönlich durchführte, wobei sie recht strenge Regeln für ihre Kinder aufstellte. Da ihre beiden ältesten Söhne früh starben, erhielt der dritte Sohn Friedrich Christian den Status des Thronfolgers. Dieser war jedoch mit einer Behinderung geboren worden, und Maria Josepha machte sich Vorwürfe, weil sie während der Schwangerschaft an einem Jagdausflug teilgenommen und dabei einen Sturz vom Pferd erlitten hatte. Trotz seiner Behinderung blieb Friedrich Christian indessen Kurprinz.
Maria Josepha erlernte Polnisch, war politisch aktiv und besuchte häufiger Beratungen des polnischen Reichstages. Allerdings sah sie bald ihren politischen Einfluss auf ihren Gemahl schwinden, da dieser zunehmend nur noch auf den Rat ihres Kontrahenten, des Grafen Heinrich von Brühl, hörte und ihm immer mehr Macht einräumte. Sie erreichte aber, dass ihr Gatte nach dem Tod Karls VI. 1740 – freilich vergeblich – Ansprüche auf die Kaiserkrone geltend machte, obwohl Graf Brühl die gegenteilige Meinung vertreten hatte.
Auf kulturellem Gebiet richtete sich Sachsen verstärkt nach dem Barock österreichisch-süddeutschen Musters aus. Maria Josepha und Friedrich August II. hatten beide eine große Leidenschaft für Kunst und Musik. Anlässlich ihres Geburtstages 1733 widmete Johann Sebastian Bach der Königin die Glückwunschkantate „Tönet, ihr Pauken! Erschallet, Trompeten!“, deren Musik er später zu großen Teilen in sein Weihnachtsoratorium übernahm. 
Auf dem Gebiet der Religionspolitik setzte sich die katholisch gesinnte Kurfürst-Königin für eine Förderung ihrer Glaubensrichtung im lutherisch geprägten Sachsen ein, wobei sie sich der Hilfe der Jesuiten bediente. (Ihr Beichtvater war der Jesuit Anton Steyerer.) Ebenso unterstützte sie die Anliegen der katholischen Kirche in Polen, in welchem Punkt sie sich mit der Stimmung der dortigen Oberschicht traf.
Der 1732 erfolgte Bau der Franz Xaver geweihten Kaiserkapelle in Dresden geht auf Maria Josephas Initiative zurück. In derselben Stadt sorgte sie 1746 für die Erbauung des katholischen Josephinen-Stifts, das armen Mädchen eine Wohnmöglichkeit und Handarbeitsunterricht bot, sowie 1747/48 für die Gründung eines katholischen Krankenstiftes. Maria Josepha und Friedrich August II. veranlassten auch die von 1739 bis 1755 in Dresden erfolgte Errichtung der katholischen Hofkirche.
Als König Friedrich II. von Preußen zu Beginn des Siebenjährigen Kriegs im September/Oktober 1756 Sachsen besetzen ließ, begaben sich Kurfürst Friedrich August II. und der Graf Brühl nach Polen, wohingegen Maria Josepha mit ihrem ältesten noch lebenden Sohn Friedrich Christian und dessen Familie in Dresden ausharrte und, soweit es ihr möglich war, Widerstand leistete. In Dresden fand insbesondere die Abwicklung des Austausches geheimer Kriegskorrespondenz statt, und Maria Josepha versuchte, dem preußischen General Friedrich von Wylich den Zugang zum in drei ihrer Zimmer des königlichen Schlosses befindlichen Geheimarchiv zu verwehren. Erst als Wylich ihr eröffnete, dass er auf Anordnung seines Herrn notfalls auch gewaltsam vorzugehen hätte, war sie genötigt, die Schlüssel zu den Gemächern, in denen die gefragten Papiere aufbewahrt wurden, herauszurücken. Durch ihr mutiges Auftreten gegenüber dem preußischen König erwarb sie sich immerhin gegen Ende ihres Lebens den Respekt und die Zuneigung der Sachsen, die sie als Katholikin lange nicht sonderlich geschätzt hatten.
Friedrich der Große ließ Maria Josepha genau überwachen. Gut ein Jahr nach dem preußischen Einmarsch in Sachsen und von ihrem Gatten getrennt starb sie am 17. November 1757 knapp 58-jährig an Schlagfluss in Dresden und wurde dort in der Wettiner-Gruft der katholischen Hofkirche beigesetzt.

## Nachkommen
Maria Josepha, die sich ebenso gern wie ihr Gatte auf Jagdausflüge begab, gebar ihm folgende 15 Kinder, die alle von ihrer Mutter als Bewunderin des Heiligen Franz Xaver die Vor- oder Beinamen Franz Xaver bzw. Francisca Xaveria erhielten (in der folgenden Auflistung sind allerdings nur die gebräuchlichsten Vornamen von Maria Josephas Kindern angeführt):
- Friedrich August Franz Xaver (* 18. November 1720 in Dresden; † 22. Januar 1721 ebenda), Königlicher Prinz von Polen und Kurprinz von Sachsen
- Joseph August Wilhelm Friedrich Franz Xaver Johann Nepomuk (* 24. Oktober 1721 in Pillnitz; † 14. März 1728 in Dresden), Königlicher Prinz von Polen und Kurprinz von Sachsen
- Friedrich Christian (1722–1763), Königlicher Prinz von Polen und Kurfürst von Sachsen
- Totgeborene Tochter (*/† 23. Juni 1723 in Dresden)
- Maria Amalia (1724–1760), Königliche Prinzessin von Polen und Prinzessin von Sachsen ⚭ Karl, Herzog von Parma und Piacenza, König von Spanien, Neapel und Sizilien
- Maria Margareta Francisca Xaveria (* 13. September 1727 in Dresden; † 1. Februar 1734 ebenda), Königliche Prinzessin von Polen und Prinzessin von Sachsen
- Maria Anna (1728–1797), Königliche Prinzessin von Polen und Prinzessin von Sachsen ⚭ Maximilian III. Joseph, Kurfürst von Bayern
- Franz Xaver (1730–1806), Königlicher Prinz von Polen und Prinz von Sachsen, Graf von der Lausitz, Administrator von Sachsen
- Maria Josepha Karolina (1731–1767), Königliche Prinzessin von Polen und Prinzessin von Sachsen ⚭ Ludwig Ferdinand, Dauphin von Frankreich
- Karl Christian (1733–1796), Königlicher Prinz von Polen und Prinz von Sachsen, Herzog von Kurland und Semgallen
- Maria Christina (1735–1782), Königliche Prinzessin von Polen und Prinzessin von Sachsen, Sternkreuzordensdame und Fürstäbtissin von Remiremont
- Maria Elisabeth (1736–1818), Königliche Prinzessin von Polen und Prinzessin von Sachsen, Sternkreuzordensdame
- Albert Kasimir (1738–1822), Königlicher Prinz von Polen, Prinz von Sachsen, Herzog von Teschen und Generalstatthalter der Österreichischen Niederlande
- Clemens Wenceslaus (1739–1812), Königlicher Prinz von Polen und Prinz von Sachsen, Domherr zu Köln, Propst von St. Johann und Ellwangen, Fürstbischof von Freising, Regensburg und Augsburg, Kurfürst und Erzbischof von Trier
- Maria Kunigunde (1740–1826), Königliche Prinzessin von Polen und Prinzessin von Sachsen, Sternkreuzordensdame, Kanonisse zu Münsterbilsen, Fürstäbtissin von Thorn und Essen

## Trivia
- Anlässlich der Hochzeit bekam Maria Josepha eine Haarnadel geschenkt. Diese besteht aus einem aus Email gearbeiteten schwarzen habsburgischen Adler, der einen 17,553-karätigen Diamanttropfen trägt. Die Haarnadel wurde 1713 von Johann Melchior Dinglinger gearbeitet, sie war wahrscheinlich im Besitz von Christiane Eberhardine von Brandenburg-Bayreuth und bestand aus einem weißen polnischen Adler aus Gold. Maria Josephas Schwiegertochter Maria Antonia gab das Schmuckstück an das Grüne Gewölbe, wo es heute im Juwelenzimmer aufbewahrt wird.[6][7]
- In der sechsteiligen DDR-Filmreihe Sachsens Glanz und Preußens Gloria wurde Maria Josepha von Irma Münch gespielt.[8]

### Hofdamen

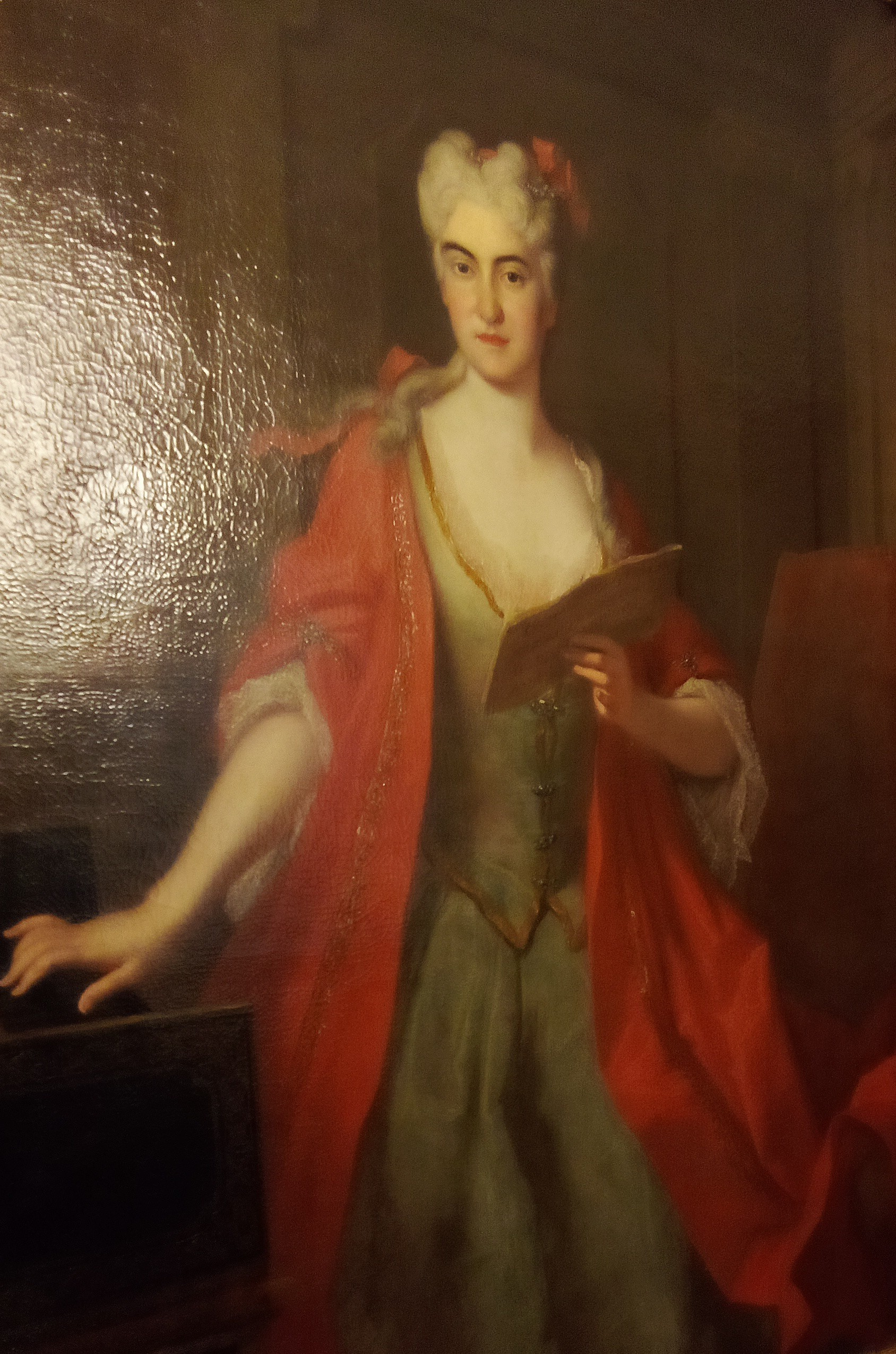
Gräfin von Schafftenberg

Maria Charlotte Aloysia Gräfin von Schafftenberg war bis 1724 Hofdame Maria Josephas. 1724 heiratete sie auf Schloss Moritzburg den Grafen Friedrich Eberhard zu Solms-Sonnenwalde.
Weitere Hofdamen waren:
- Gräfin Theresia von Oginska
- Fräulein von Nehem
- Fräulein von Rosraszewska
- Fräulein von Malzan

## Gedenken
Im Heiligenverzeichnis für das Zisterzienserkloster Heiligenkreuz (Martyrologium Sancrucense) wird Maria Josepha am 17. November gedacht.

## Vorfahren
|  |                                                         |  |  |  |  |  |  |  |  |  |  |  |  |
|  | Kaiser Ferdinand III. (1608–1657)                       |  |  |  |  |  |  |  |  |  |  |  |  |
|  |                                                         |  |  |  |  |  |  |  |  |  |  |  |  |
|  |                                                         |  |  |  |  |  |  |  |  |  |  |  |  |
|  | Kaiser Leopold I. (1640–1705)                           |  |  |  |  |  |  |  |  |  |  |  |  |
|  |                                                         |  |  |  |  |  |  |  |  |  |  |  |  |
|  |                                                         |  |  |  |  |  |  |  |  |  |  |  |  |
|  | Maria Anna von Spanien (1606–1646)                      |  |  |  |  |  |  |  |  |  |  |  |  |
|  |                                                         |  |  |  |  |  |  |  |  |  |  |  |  |
|  |                                                         |  |  |  |  |  |  |  |  |  |  |  |  |
|  | Kaiser Joseph I. (1678–1711)                            |  |  |  |  |  |  |  |  |  |  |  |  |
|  |                                                         |  |  |  |  |  |  |  |  |  |  |  |  |
|  |                                                         |  |  |  |  |  |  |  |  |  |  |  |  |
|  | Philipp Wilhelm von der Pfalz (1615–1690)               |  |  |  |  |  |  |  |  |  |  |  |  |
|  |                                                         |  |  |  |  |  |  |  |  |  |  |  |  |
|  |                                                         |  |  |  |  |  |  |  |  |  |  |  |  |
|  | Eleonore Magdalene von Pfalz-Neuburg (1655–1720)        |  |  |  |  |  |  |  |  |  |  |  |  |
|  |                                                         |  |  |  |  |  |  |  |  |  |  |  |  |
|  |                                                         |  |  |  |  |  |  |  |  |  |  |  |  |
|  | Elisabeth Amalie von Hessen-Darmstadt (1635–1709)       |  |  |  |  |  |  |  |  |  |  |  |  |
|  |                                                         |  |  |  |  |  |  |  |  |  |  |  |  |
|  |                                                         |  |  |  |  |  |  |  |  |  |  |  |  |
|  | Maria Josepha von Österreich (1699–1757)                |  |  |  |  |  |  |  |  |  |  |  |  |
|  |                                                         |  |  |  |  |  |  |  |  |  |  |  |  |
|  |                                                         |  |  |  |  |  |  |  |  |  |  |  |  |
|  | Georg von Braunschweig-Calenberg (1582–1641)            |  |  |  |  |  |  |  |  |  |  |  |  |
|  |                                                         |  |  |  |  |  |  |  |  |  |  |  |  |
|  |                                                         |  |  |  |  |  |  |  |  |  |  |  |  |
|  | Johann Friedrich von Braunschweig-Calenberg (1625–1679) |  |  |  |  |  |  |  |  |  |  |  |  |
|  |                                                         |  |  |  |  |  |  |  |  |  |  |  |  |
|  |                                                         |  |  |  |  |  |  |  |  |  |  |  |  |
|  | Anna Eleonore von Hessen-Darmstadt (1601–1659)          |  |  |  |  |  |  |  |  |  |  |  |  |
|  |                                                         |  |  |  |  |  |  |  |  |  |  |  |  |
|  |                                                         |  |  |  |  |  |  |  |  |  |  |  |  |
|  | Wilhelmine Amalie von Braunschweig-Lüneburg (1673–1742) |  |  |  |  |  |  |  |  |  |  |  |  |
|  |                                                         |  |  |  |  |  |  |  |  |  |  |  |  |
|  |                                                         |  |  |  |  |  |  |  |  |  |  |  |  |
|  | Eduard von der Pfalz (1625–1663)                        |  |  |  |  |  |  |  |  |  |  |  |  |
|  |                                                         |  |  |  |  |  |  |  |  |  |  |  |  |
|  |                                                         |  |  |  |  |  |  |  |  |  |  |  |  |
|  | Benedicta Henriette von der Pfalz (1652–1730)           |  |  |  |  |  |  |  |  |  |  |  |  |
|  |                                                         |  |  |  |  |  |  |  |  |  |  |  |  |
|  |                                                         |  |  |  |  |  |  |  |  |  |  |  |  |
|  | Anna Gonzaga (1616–1684)                                |  |  |  |  |  |  |  |  |  |  |  |  |
|  |                                                         |  |  |  |  |  |  |  |  |  |  |  |  |
|  |                                                         |  |  |  |  |  |  |  |  |  |  |  |  |